# 安巴圖邁因蒂

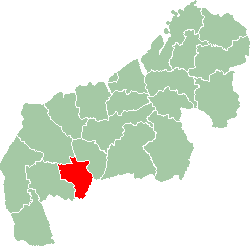

17°41′0″S 45°39′0″E / 17.68333°S 45.65000°E
安巴圖邁因蒂，是馬達加斯加的城鎮，位於該國西部，由梅拉基區負責管轄，是安巴圖邁因蒂區的首府，處於首都塔那那利佛西北面約220公里，2001年人口39,288。